# Бережки (Березинський район)
Бережки (біл. вёска Бережки) — село в складі Березинського району Мінської області, Білорусь. Село підпорядковане Березинській сільській раді, розташоване в східній частині області.